# Élections générales palestiniennes de 1996
Le 20 janvier 1996, des élections générales se sont tenues en Cisjordanie, dans la bande de Gaza et à Jérusalem-Est pour élire le président de l'Autorité palestinienne, créée depuis moins de trois ans, ainsi que les parlementaires au Conseil législatif palestinien.

## Circonstances
Les élections de 1996 se déroulent dans une atmosphère d'agitation et beaucoup de Palestiniens et d'observateurs espèrent alors que le gouvernement qui sortira des urnes sera le premier cabinet d'un État palestinien indépendant. Les mois et les années qui suivent ces élections voient un retour à la violence et à une instabilité chronique. Aucune nouvelle élection palestinienne majeure ne se déroulera alors pendant près d'une décennie.
Aucune formation politique conventionnelle n'est structurée avant ces élections qui sont dominées par le Fatah de Yasser Arafat, le mouvement le plus puissant au sein de l'Organisation de libération de la Palestine.
Le mouvement islamiste Hamas, non affilié à l'OLP et considéré comme terroriste par Israël et la plupart des gouvernements occidentaux, refuse de participer aux élections dans le cadre de l'Autorité palestinienne dont il conteste la légitimité. Le Hamas considère alors inacceptables les négociations et accords entre l'OLP et Israël, notamment la reconnaissance de cet État. Mais l'évènement qui a poussé le Hamas à boycotter les élections est l'assassinat de Yahia Ayache par Israël.
Les observateurs internationaux indépendants rapportent que les élections ont été libres et conduites de bonne façon bien que l'absence du Hamas et d'autres mouvements d'opposition ait empêché d'estimer leur représentativité et le poids de leurs idées parmi les électeurs.
Au total, 955 180 Palestiniens ont été inscrits  sur les listes électorales et répartis comme suit :
- 595 702 en Cisjordanie. Le taux de participation est de 73,18 %
- 359 478 dans la Bande de Gaza. Le taux de participation est de 86,28 %

Les élections ont connu une participation massive malgré les appels au boycott lancé les islamistes et les partis opposés au processus de la paix. Cependant, Jérusalem-Est a enregistré un taux de participation de 50 % en raison des entraves mises par Israël comme les difficultés pour entrer dans le bureau de vote ou les menaces du Likoud à l'égard des Palestiniens qui iraient voter.

## Élection présidentielle
Le Président est élu par un vote direct simple des votants. Les résultats ont été considérés comme courus d'avance par beaucoup d'observateurs qui constataient l'omniprésence de Yasser Arafat (qui était déjà Président de l'Autorité palestinienne depuis sa création, de l'OLP depuis 1969 et du Fatah depuis sa fondation en 1959) sur la scène politique palestinienne depuis de longues années, et la haute estime des Palestiniens à son égard.
Son seul opposant est alors Samiha Khalil, femme palestinienne impliquée dans le travail social dans les territoires palestiniens.
Saïd K. Aburish observe que ses opposants n'ont pas eu accès à la radio ni à la télévision, et qu'Arafat a également procédé à une manœuvre illégale en retardant les inscriptions des électeurs dans certaines villes, ce qui a permis à ses partisans de s'inscrire en masse, lui assurant ainsi la victoire dans les villes opposées à l'OLP.
| Candidat               | Parti                                                 | Voix      | %      |
| ---------------------- | ----------------------------------------------------- | --------- | ------ |
| Yasser Arafat          | Fatah                                                 | 643 079   | 89,82  |
| Samiha Khalil          | Front démocratique pour la libération de la Palestine | 72 887    | 10,18  |
|                        |                                                       |           |        |
| Valides                | Valides                                               | 715 966   | 97,17  |
| Blancs/Nuls            | Blancs/Nuls                                           | 20 859    | 2,83   |
| Total                  | Total                                                 | 736 825   | 100,00 |
| Inscrits/Participation | Inscrits/Participation                                | 1 028 280 | 71,66  |

## Élections législatives
Ce scrutin proportionnel plurinominal permet l'élection des 88 membres du premier Conseil législatif palestinien selon la représentativité des listes constituées présentées aux votants. Il y avait 672 candidats et certains sièges sont attribués à des représentants des deux communautés chrétienne et samaritaine.
| Parti                                  | Voix      | %      | Sièges |
| -------------------------------------- | --------- | ------ | ------ |
| Fatah                                  | 1 085 593 | 30,90  | 50     |
| Parti du peuple palestinien            | 102 830   | 2,93   | 0      |
| Coalition nationale démocratique       | 79 058    | 2,25   | 1      |
| Union démocratique palestinienne       | 71 672    | 2,04   | 1      |
| Bloc Liberté et Indépendance           | 57 516    | 1,64   | 1      |
| Front de lutte populaire palestinienne | 26 034    | 0,74   | 0      |
| Front de libération arabe              | 22 810    | 0,65   | 0      |
| Mouvement de lutte islamique           | 12 285    | 0,35   | 0      |
| Mouvement du Jihad islamique           | 8 391     | 0,24   | 0      |
| Mouvement démocratique national        | 6 831     | 0,19   | 0      |
| Bloc du futur                          | 6 584     | 0,19   | 0      |
| Front de libération palestinien        | 3 919     | 0,11   | 0      |
| Mouvement national pour le changement  | 2 658     | 0,08   | 0      |
| Coalition nationale palestinienne      | 2 635     | 0,08   | 0      |
| Parti Baas                             | 2 230     | 0,06   | 0      |
| Bloc progressiste national             | 1 707     | 0,05   | 0      |
| Indépendants                           | 2 020 213 | 57,51  | 35     |
|                                        |           |        |        |
| Total                                  | 3,512,966 | 100.00 | 88     |
| Électeurs inscrits / participation     | 1,028,280 | –      | –      |

### Constitution du Conseil après le 20 janvier 1996
Les 88 sièges du Conseil législatif palestinien sont répartis entre les listes suivantes (Source: Keesings Historisch Archief) :
- Fatah ou OLP (Harakat al-Tahrâr al-Filistini) - 55 sièges
- Fatah indépendants - 7
- Islamistes indépendants - 4
- Chrétiens indépendants - 3
- Indépendants - 15
- Samaritains - 1
- Autres - 1
- Sièges vacants - 2

Dans ce conseil, on compte cinq femmes, 3 Fatah et 2 Indépendants. Six sièges sont réservés pour les Chrétiens et un pour les Samaritains qui sont un petit peuple apparenté au judaïsme. Les six sièges chrétiens ont été occupés par le Fatah et trois candidats indépendants; le Samaritain élu est un indépendant affilié Fatah.